# Симбо (Танзания)
Симбо (суахили и англ. Simbo) — небольшой город и община (ward / shehia) на западе Танзании, на территории области Кигома. Входит в состав округа Увинза.

## Географическое положение
Город находится в западной части области, к востоку от озера Танганьика, на левом берегу реки Луиче, на высоте 826 метров над уровнем моря.
Симбо расположен на расстоянии приблизительно 6 километров к востоку от города Кигома, административного центра провинции и на расстоянии приблизительно 1067 километров к западу-северо-западу (WNW) от столицы страны Дар-эс-Салама.

## Население
По данным официальной переписи 2012 года численность населения Симбо составляла 31 650 человек, из которых мужчины составляли 49 %, женщины — соответственно 51 %.

## Транспорт
Ближайший аэропорт расположен в городе Кигома.